# 中国延安精神研究会
中国延安精神研究会，简称中延会，是1990年5月18日成立的中华人民共和国社会组织，汇集了“从党政军领导岗位上退下来的高中级领导干部、国内著名专家学者、老一辈无产阶级革命家子女，以及热心学习和弘扬延安精神的中青年同志”。

## 组织活动
办有《中华魂》杂志及网站。
承办“一史两志”的编撰任务，即编撰党中央在延安十三年的历史和延安1935年-1948年的地方志、陕甘宁边区1935年-1948年的地方志。

## 分会
中延会在各省市设有分会，包括上海市延安精神研究会（成立于2007年1月，挂靠上海师范大学）、甘肃省延安精神研究会、陕西省延安精神研究会等。

## 人物
- 胡木英（胡乔木之女，中国延安精神研究会理事）
- 令狐安（李东冶之子，中国延安精神研究会常务副会长）
- 伍绍祖（伍云甫与熊天荆之子，中国延安精神研究会原常务副会长）

## 历任领导
- 第一、二届名誉会长：彭真
- 第一、第二、第三届会长：马文瑞
- 第四、第五届会长：李铁映
- 第六届会长：王晨

## 评价
中国延安精神研究会第六次会员大会2020年9月19日在京召开之际，习近平发来贺信指出：
延安是中国革命的圣地，老一辈革命家和老一代共产党人在延安时期培育形成的延安精神是我们党的宝贵精神财富。希望同志们在新的历史条件下，坚持正确政治方向，服务党和国家工作大局，深入研究、大力宣传、认真践行延安精神，努力为全面建成小康社会、乘势而上开启全面建设社会主义现代化国家新征程提供强大精神动力。

## 相关书籍
- 《中国延安精神研究会20年：1990-2010》[8]